# Campioni italiani assoluti di atletica leggera indoor - Salto in lungo femminile
Questa pagina raccoglie un elenco di tutte le campionesse italiane dell'atletica leggera nel salto in lungo indoor, specialità introdotta ai campionati italiani assoluti di atletica leggera indoor a partire dalla prima edizione del 1970 e attualmente ancora parte del programma della manifestazione.

## Albo d'oro
| Anno | Atleta (società)                                    | Prestazione |
| ---- | --------------------------------------------------- | ----------- |
| 1970 | Anna Maria Lugoboni Scala Azzurra Verona            | 5,70 m      |
| 1971 | Laura De Blasis CUS Roma                            | 5,68 m      |
| 1972 | Manuela Martinelli CUS Pisa                         | 5,68 m      |
| 1973 | Silvia Chersoni CUS Ferrara                         | 5,94 m      |
| 1974 | Loredana Fiori Scala Azzurra Verona                 | 5,74 m      |
| 1975 | Maddalena Bruni Atletica Livorno 1950               | 5,75 m      |
| 1976 | Isabella Lusti Svizzera                             | 6,07 m      |
| 1977 | Barbara Bachlechner SSV Bruneck                     | 5,73 m      |
| 1978 | Emanuela Nini CUS Roma                              | 6,06 m      |
| 1979 | Emanuela Nini CUS Roma                              | 5,99 m      |
| 1980 | Alba Da Pozzo Fiat Sud Lazio                        | 5,97 m      |
| 1981 | Edine van Heezik Paesi Bassi                        | 6,18 m      |
| 1982 | Gabriella Pizzolato CUS Roma                        | 6,16 m      |
| 1983 | Cristina Bobbi Libertas Piacenza                    | 5,97 m      |
| 1984 | Stefania Lazzaroni Atletica Bergamo 1959            | 6,27 m      |
| 1985 | Gabriella Pizzolato CUS Roma                        | 6,34 m      |
| 1986 | Alessandra Becatti ASSI Banca Toscana Firenze       | 6,32 m      |
| 1987 | Antonella Capriotti CUS Roma                        | 6,44 m      |
| 1988 | Antonella Capriotti CUS Roma                        | 6,72 m      |
| 1989 | Elena Ferraris Sisport Fiat Torino                  | 6,25 m      |
| 1990 | Antonella Avigni Nuova Atletica Varese              | 6,20 m      |
| 1991 | Valentina Uccheddu Atletica Oristano                | 6,61 m      |
| 1992 | Antonella Capriotti Sisport Fiat Snia               | 6,46 m      |
| 1993 | Antonella Capriotti Sisport Fiat Torino             | 6,60 m      |
| 1994 | Fiona May Snam Gas Metano                           | 6,68 m      |
| 1995 | Elisa Andretti Rolo Libertas Udine                  | 6,27 m      |
| 1996 | Antonella Capriotti Sisport Fiat Torino             | 6,06 m      |
| 1997 | Fiona May Snam                                      | 6,84 m      |
| 1998 | Fiona May Snam                                      | 6,83 m      |
| 1999 | Valentina Uccheddu Atletica Oristano                | 6,30 m      |
| 2000 | Laura Gatto ?                                       | 6,22 m      |
| 2001 | Maria Chiara Baccini Atletica Sestese Femminile     | 6,41 m      |
| 2002 | Silvia Favre Sisport Fiat Torino                    | 6,09 m      |
| 2003 | Thaimi O'Reilly Causse CUS Bologna                  | 6,09 m      |
| 2004 | Thaimi O'Reilly Causse CUS Bologna                  | 6,12 m      |
| 2005 | Laura Gatto Gruppo Sportivo Fiamme Azzurre          | 6,33 m      |
| 2006 | Valeria Canella Gruppo Sportivo Fiamme Azzurre      | 6,48 m      |
| 2007 | Valeria Canella Gruppo Sportivo Fiamme Azzurre      | 6,35 m      |
| 2008 | Valeria Canella Gruppo Sportivo Fiamme Azzurre      | 6,44 m      |
| 2009 | Tania Vicenzino Centro Sportivo Esercito            | 6,53 m      |
| 2010 | Serena Amato Centro Sportivo Esercito               | 6,03 m      |
| 2011 | Laura Strati Atletica Vicentina                     | 6,29 m      |
| 2012 | Teresa Di Loreto Gruppo Sportivo Fiamme Azzurre     | 6,17 m      |
| 2013 | Giulia Liboà CUS Pisa Atletica Cascina              | 6,00 m      |
| 2014 | Dariya Derkach Centro Sportivo Aeronautica Militare | 6,28 m      |
| 2015 | Laura Strati Atletica Vicentina                     | 6,53 m      |
| 2016 | Martina Lorenzetto Bracco Atletica                  | 6,33 m      |
| 2017 | Laura Strati Atletica Vicentina                     | 6,59 m      |
| 2018 | Tania Vicenzino Centro Sportivo Esercito            | 6,52 m      |
| 2019 | Tania Vicenzino Centro Sportivo Esercito            | 6,60 m      |
| 2020 | Laura Strati Atletica Vicentina                     | 6,42 m      |
| 2021 | Larissa Iapichino Gruppi Sportivi Fiamme Gialle     | 6,91 m      |
| 2022 | Marta Amani CUS Pro Patria Milano                   | 6,32 m      |
| 2023 | Larissa Iapichino Gruppi Sportivi Fiamme Gialle     | 6,53 m      |